# ブルック駅
ブルック駅（英語: Brooke Station）は、アメリカ合衆国バージニア州のスタフォード郡にあるバージニア急行鉄道（VRE）のフレデリックスバーグ線の駅。499台の無料のパーキングがある。無人駅。自動販売機では現金以外で切符を買える。バリアフリー。